# Kelaniya
Kelaniya (singhalais : කැලණිය, tamoul : களனி) est une banlieue de Colombo dans la province de l'Ouest au Sri Lanka. Elle est localisée à 10 km (6,2 mi) de Colombo Fort (en). Elle est connue pour son temple bouddhiste construit sur la rive de la rivière Kelani (en) qui sépare la banlieue du district de Colombo. Le temple est aussi un centre religieux dédié à la vénération de Vibhishana (en) et de Avalokiteśvara. Le site est également le lieu où se trouve l'université de Kelaniya (en).

## Histoire
Kelaniya (Kalyanam) est un nom mentionné dans le Ramayana et dans les chroniques bouddhiques de Mahavamsa qui prétend que Bouddha visite l'endroit au Ve siècle avant Jésus-Christ, ce qui aurait conduit à la construction du temple. Les bouddhistes srilankais pensent alors que Bouddha a visité la région dans le but d'apaiser des querelles entre deux chefs Nāga de factions belligérantes, soit Chulodara (littéralement « celui au petit ventre ») et Mahodara (signifiant « celui au gros ventre »). Après son passage et voyant la futilité de leur querelle, ils se convertissent au bouddhisme et ensemble offrent le trône à Bouddha. Une légende prétend que le dagoba (stūpa du temple bouddhiste) serait construit avec le trône comme relique à l'intérieur.
La banlieue est aussi d'une importance historique en tant que capitale du roi Kelani Tissa (en) (Ier siècle) dont la fille, Viharamahadevi, est la mère de Dutugemunu qui est le plus illustre des près de 186 rois ayant régné sur le Sri Lanka entre le Ve avant JC et 1815.
Selon le Ramayana, après la mort du roi Ravana, Vibeeshana est couronné en tant que roi de Lanka par Lakshmana de Kelaniya. Des peintures murales à l'extérieur du temple représente la couronnement de Vibeeshana. La rivière Kelani est inscrite dans le Valmiki Ramayana et le palais de Vibeeshana se serait trouvé sur la rive de la rivière. Les raisons du couronnement de Vibeeshana par Lakshmana seraient le retour de Rama en Inde afin de poursuivre son exil de quatorze ans en l'honneur de l'engagement envers son père, le roi Dasarath d'Ayodhya.
Autrefois composé de terres fertiles et de plantations de coconut, Kelaniya est maintenant une zone industrielle, commerciale et à grande densité résidentielle.

## Transport
La Route A1 (en) reliant Colombo à Kandy passe à travers la banlieue de Kelaniya. Tout près de la route se trouve également la gare et est relié aux connexions ferroviaires de la Sri Lanka Railways du reste du pays.

## Éducation

### Post-secondaire
L'université de Kelaniya (en) est située sur la territoire de Kelaniya à proximité de la route A1.

### Secondaire
- Gurukula College
- Sri Dharmaloka College (en)